# 北普雷里鎮區 (北達科他州麥克亨利縣)
北普雷里鎮區（英語：North Prairie Township）是位於美國北達科他州麥克亨利縣的一個鎮區。

## 地方資料
北普雷里鎮區的面積為92.87平方千米，當中陸地面積為92.80平方千米，而水域面積為0.07平方千米。根據2020年美國人口普查的數據，當地共有人口90人，而人口密度為每平方千米0.97人。